# Leucochlaena oditis
Leucochlaena oditis là một loài bướm đêm trong họ Noctuidae.

## Hình ảnh

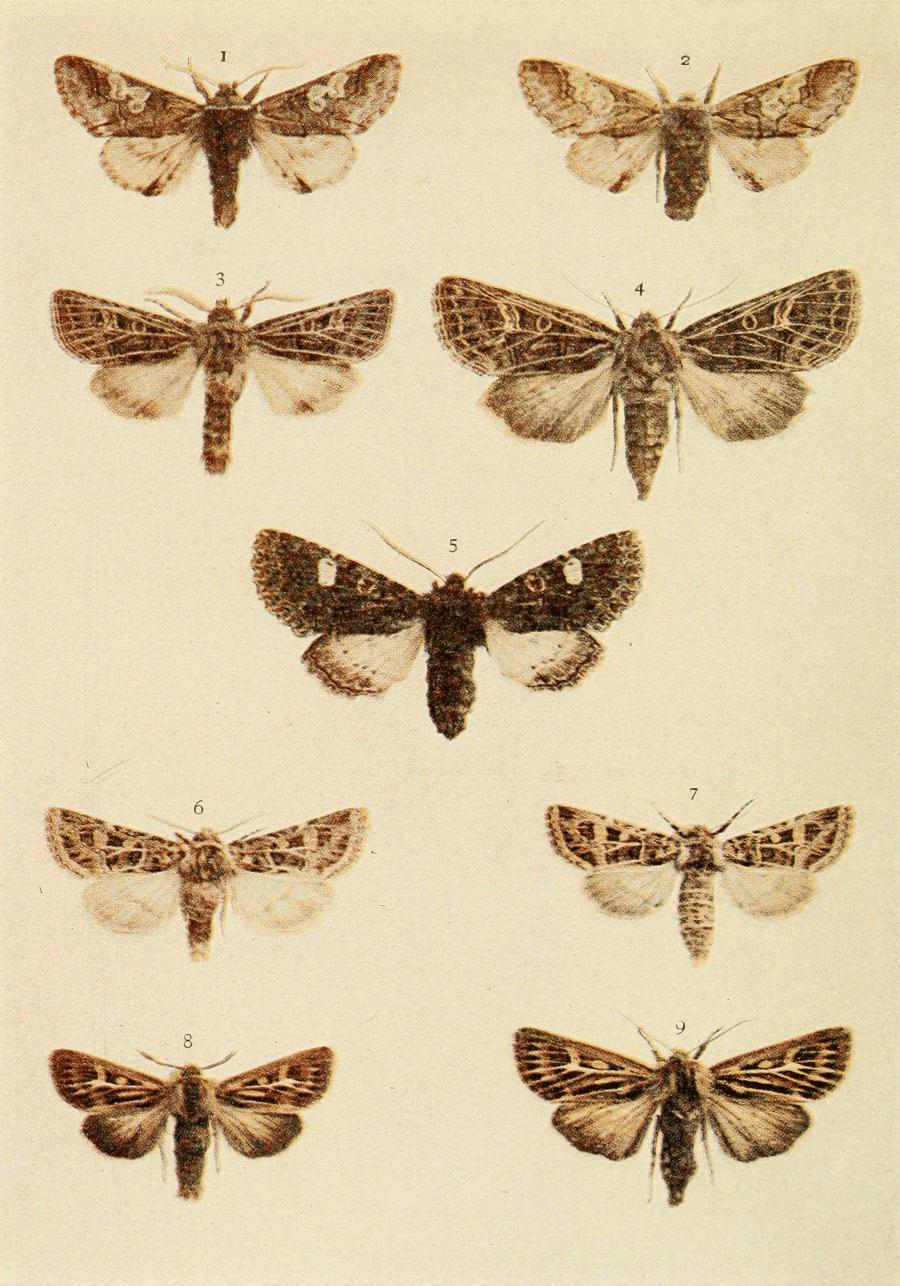
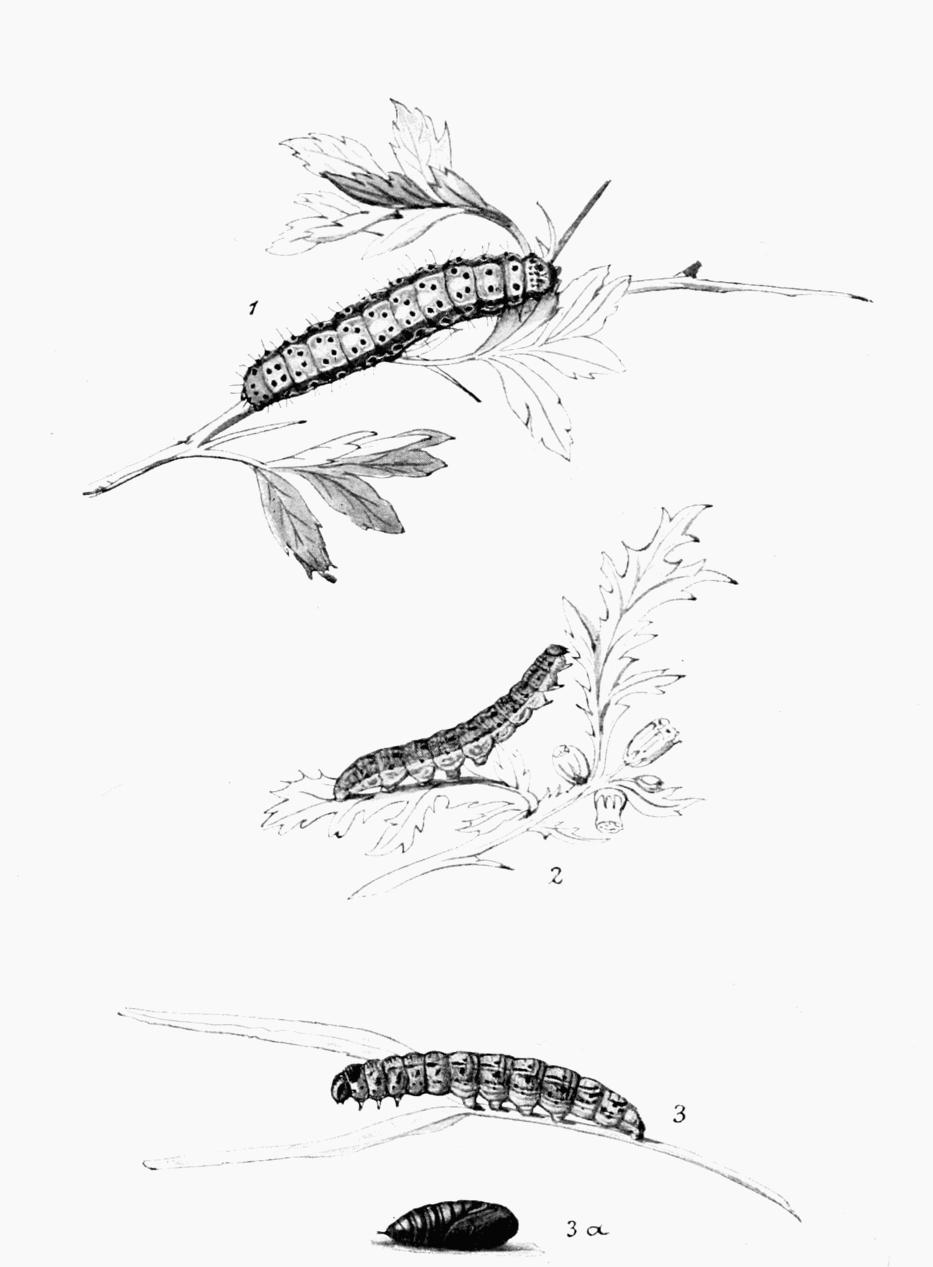